# 過溝里 (嘉義縣)
23°29′25.5″N 120°29′56.8″E / 23.490417°N 120.499111°E
過溝里是臺灣嘉義縣太保市的行政區。

## 地理
過溝里的過溝本庄位於太保市北港路西面、麻太路以北，日治時期獨立一保，戰後和瓦厝合為一里。北邊臨朴子溪也是嘉太工業區主要分布，東邊有主要幹道縣道159號，西臨新埤大排，南邊接近高鐵主要幹道。

## 聚落歷史
過溝里日治前原有過溝、瓦厝兩里。葉氏一直是過溝里大族，葉省因加入天地會而結識林爽文、楊光勳。後涉入楊光勳兄弟爭產案，引發劫囚。楊氏被捕，葉省逃亡，遂參加林爽文反清舉事，是為葉省事件。事件後，過溝因官兵追捕餘黨而散村，但因位交通樞紐遂很快復村。

## 教育
西元1947年設立太保國小新埤分校，西元1968年實施九年國民義務教育遂將學校名稱正式定為新埤國民小學。
西元1914年四月一日創立嘉義公學校（現嘉義市崇文國小）水虞厝分教場，西元1921年獨立為水虞公學校，1941年改制為太保東國民學校，1991年改稱為嘉義縣太保市南新國民小學。

## 文化資源
過溝教會：設立於1897年，為過溝里現存最早的信仰中心。
鼎新宮：1951年由庄民葉水龍發起迎回重建廟，為過溝村民共仰的廟宇，主神為天上聖母、中壇元帥、廣澤尊王，1797年葉涼自湄州媽祖分香返台奉祀，在日治時代的時候因推行皇民化運動，禁止人民拜神，神像全送往溪北六興宮一起合祀。
福安宮：此廟的教別為道教，為民間所建立，其主神為五府千歲王爺，而此宮奉祀之五府千歲發源自南鯤身代天府，在1906年時被地震摧毀，又於1960年再建新廟，最後在1989年以三百多萬元重建成現在的廟，此廟的「刀梯」活動因架刀的高度有三十多公尺，刀刀皆為鋒利而聞名。

## 景點
- 阿勃勒大道：位於麻太路北轉入三合路旁，每年5月盛開花呈現金黃色型為吊鈴狀。
- 弘盟沙發：專精牛皮沙發製造，內有造景花園與石頭盆藝各式景物[5]。

## 其他

### 农业特色
- 小蕃茄：精緻設施農業，秋冬的主要經濟作物，其種植品種以小蜜、秀女及玉女為最主要之作物。
- 洋香瓜：為精緻設施農業，為夏秋季網室裡的經濟主要作物，一株瓜藤上只留1~2粒瓜

### 知名人士
- 李永豐：紙風車基金會的執行長[6]。